# Palazzo Belgioioso
El Palazzo Belgioioso (o Belgiojoso) es un palacio histórico considerado uno de los mejores ejemplos de la arquitectura neoclásica en Milán. Es obra de Giuseppe Piermarini, iniciada en 1772 y finalizada en 1787 para el príncipe Alberico XII di Belgioioso d'Este.

## Historia y arquitectura
En la época Giuseppe Piermarini era el responsable de la transformación urbanística de Milán según el estilo neoclásico. Para el Palazzo Belgioioso se inspiró en el modelo del Palacio Real de Caserta de Luigi Vanvitelli, reelaborándolo y simplificándolo mediante el uso de lesenas planas en la franja superior del edificio, dejando así el estilo barroco teresiano e introduciendo el estilo que dominará la transformación urbanística de Milán en los años posteriores. Las lesenas dividen verticalmente la horizontalidad de la fachada del palacio, subrayada por la mampostería a líneas paralelas.
Piermarini, que era también arquitecto de la corte, se ocupó de la realización del proyecto partiendo de las fachadas, simétricas y marcadas cada una por la presencia de veinticinco ventanas y tres portones de entrada. El edificio se desarrolla alrededor de un patio central y otros menores de servicio a los lados. En el patio mayor discurren dos alas de porticado con arcos sobre columnas dóricas de granito; sobre las arcadas se encuentran ventanas con cimacio plano ricamente decorado en el friso con coronas, águilas, hojas de palma y festones. Desde el lado derecho del pórtico se accede a la grandiosa escalera a dos rampas, que tiene barandillas y grandes jarrones decorativos y las paredes divididas por lesenas jónicas.
En el piano nobile, en parte dedicado actualmente a oficinas, hay una serie de salas ricamente decoradas por los estucos dorados de Giocondo Albertolli y por los frescos de Martin Knoller. Desde el fondo del patio de honor, en eje con la entrada, se accede a un pequeño jardín mediante un criptopórtico con tres campos. En el pórtico hacia la plaza homónima, sobre el lado izquierdo de la entrada, hay una escalera secundaria que continúa hasta la segunda planta con una barandilla de hierro trabajada en estilo de transición entre el barroco florido y el neoclásico. El arquitecto Simone Cantoni intervino realizando la capilla del palacio en el 1787. De particular importancia son los elegantes bajorrelieves de los paneles situados entre los dos órdenes de ventanas en la zona superior del edificio. La fachada se caracteriza por un orden inferior almohadillado sobre el cual se impostan los dos órdenes superiores.
En 1991 se terminaron las obras de limpieza de la fachada, que han devuelto al edificio a su antiguo esplendor.

## Eventos históricos
Raul Gardini de Rávena fue encontrado muerto en el interior del palacio el 23 de julio de 1993 y las investigaciones concluyeron que la muerte se debía atribuir a un suicidio, cometido por Gardini con un tiro de pistola en la cabeza. En la época estaba en su punto álgido el proceso judicial conocido como Tangentopoli, del cual Gardini se había convertido en uno de los principales protagonistas.